# 3day
3day je česká pop punková hudební skupina. V roce 2017 vydala své debutové album Fuck (T) den..

## Členové
- Zuzana Kříčková (Zuza) - zpěv
- Erik Schneider (Esh) - kytara
- Ivo Ledabyl (Ledy) - kytara, zpěv
- Patrik Schneider (Paťas) - baskytara
- Pavel Sasín (Sasa) - bicí[3]

## Hudební zastoupení
Supraphon

## Album Fuck (T) den
Na albu se nachází deset písní, které byly vybrány z původních patnácti. CD vznikalo ve studiu Sono Records. Producentem se stal známý český hudebník, Milan Cimfe, který je spojen se jmény jako je skupina Kabát, Chinaski, Wanastowi vjecy či David Bowie. Supraphon o tomto albu říká, že se jedná o "velmi kvalitní album nadějné české pop rockové skupiny 3day", které nabízí "chytlavé rytmy a melodie". Seznam písní je následovný:
1. Čáry z páry
2. Čičiny
3. Lenka a Vilma
4. Náš svět
5. Ztraceni
6. Slůně s chobotem
7. Smích a pláč
8. David
9. 50/50
10. Fuck T den[4]

## Videoklipy
Kapela natočila již čtyři videoklipy, a to konkrétně na písně Čičiny, Čáry z páry, Náš svět a Ztraceni. Tyto videoklipy vznikaly pod taktovkou českého režiséra Davida Beránka.